# Carlos Torres Cruz
Carlos Torres Cruz (Rute, província de Còrdova, 24 de juny de 1915 - ?) fou un advocat i polític espanyol, governador civil de Castelló durant el franquisme. Llicenciat en dret, era camisa vella de la Falange Espanyola i va lluitar a la guerra civil espanyola, on va assolir el grau de tinent d'artilleria i fou guardonat amb dues creus de guerra, dues medalles al Mèrit Militar, l'encomana de l'Orde de Cisneros i la Medalla de la Campanya. Després va ingressar al Cos d'Inspectors Tècnics de l'Estat, i fou nomenat cap d'aquest servei a la província de Badajoz. Després fou nomenat primer tinent d'alcalde de l'ajuntament de Granada, on també fou secretari local de FET de las JONS, president de la Diputació Provincial de Granada i procurador en Corts de 1958 a 1961. També fou Delegat Provincial de Treball i de Montepius i Mutualitats de Granada. El març de 1960 fou nomenat Governador civil de Castelló. El 1962 la seva filla fou nomenada reina de les festes de la Magdalena. Va deixar el càrrec l'abril de 1966.